# انجمن اهدای خون امام حسین

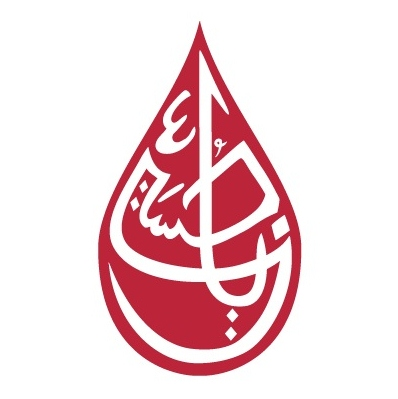
آرم انجمن اهدای خون امام حسین

انجمن اهدای خون امام حسین به عنوان (آی اچ بی دی سی) یک انجمن داوطلبانه با هدف تشویق مسلمانان به اهدای خون با بیانیه مأموریت «ایجاد یک جهان که در آن هر مسلمان قادر است با اهدای خون به‌طور منظم» زندگی انسان‌ها را نجات ده، می‌باشد.
این اولین انجمن ملی با هدف ایجاد انگیزه در مسلمانان برای پیوستن به اهدای خون از طریق برگزاری جلسات اختصاصی اهدای خون در طول سال در انگلستان است؛ و از بدو تأسیس آن، ۲۶ شهر در سراسر انگلیس با ۳٬۴۰۸ کمک مالی موفق بوده‌اندکه جلسات مشهوری را در مرکز اسلامی انگلستان و کی‌اس‌ام‌آی‌سی برگزار کنند. این انجمن همچنین به ۱۶ شهر در خارج از انگلستان گسترش یافته است.
این انجمن یکی از چندین پروژه‌ای است که توسط انجمن وحدت اسلامی، در انگلستان به صورت یک خیریه ثبت شده است و توسط داوطلبان اداره می‌شود. سازمان آی‌اچ‌بی‌دی‌سی در رابطه با انجمن اهدای خون‌ان‌اچ‌اس برای تنظیم جلسات اهدای خون افراد کار می‌کند.

## تارخچه
این انجمن برای اولین بار در ژانویه سال۲۰۰۶ در شهر منچستر آغاز به کار کرد. ۲۳ نفر برای اهدای خون موفق بوده‌اند. این انجمن هم توسط جامعه مسلمانان و هم از طرف انجمن ان اچ اس که آن زمان سرویس ملی خون (ان بی اس) بود، مورد استقبال قرار گرفت. سال بعد این انجمن با ۵۰ اهدا خون موفق در لندن، گلاسگو، بیرمنگام و زادگاهش منچستر برگزار شد. جلسات اهداکنندگان در طول سال برگزار می‌شود و شلوغ‌ترین زمان آن در ایام محرم که شهادت حسین بن علی، نوه پیامبر اسلام (ص) است، برگزار می شود. این انجمن از فداکاری‌های حسین بن علی (امام سوم شیعیان) الهام گرفته شده است که سعی دارد از مواضع وی به عنوان انگیزه ای برای دیگران استفاده کند تا با اهدای خون، فداکاری را قابل توجه جلوه دهند. طی ۱۰ سال گذشته، این انجمن با تهیه بسته‌های اهدای خون برای بیماران جان بسیاری را نجات داده است. در ژوئیه سال۲۰۱۶ مسلمانان انگلیس در سراسر لندن با اهدای خون دهمین سالگرد آی‌اچ‌دی‌بی‌سی را جشن گرفتند.

### توجه رسانه‌ها
موفقیت‌های این انجمن طی سال‌های گذشته توسط رسانه‌های مختلف پوشش داده شده است. این رسانه‌ها شامل اخبار و رادیوی محلی بی‌بی‌سی، تلویزیون، روزنامه‌های محلی مانند تلگراف و آرگوس و بسیاری موارد دیگر است. در ماه دسامبر سال ۲۰۱۱، اکرام بات ستاره راگبی لیگ با اهدای خون به انجمن در لیدز حمایت خود را نشان داد. در ژانویه سال۲۰۱۸، وزیر اول نیکولا استورجون با ابراز حمایت از آی‌اچ‌بی‌دی‌سی از مرکز اهدا کنندگان ادینبورگ بازدید کرد.
آی‌یواس‌آی‌اچ‌بی‌دی‌سی در نخستین گزارش گروه پارلمانی همه احزاب (ای‌پی‌پی‌جی) در رابطه با نقشی که مسلمانان انگلیس در خیریه‌های مسلمانان که اغلب در زمان عیدکریسمس و در طول سال ایفا می‌شود، مورد توجه و تمجید قرار گرفت.

## ساختار
این انجمن شاخه‌ای از جمعیت اجتماعی اسلامی می‌باشد وخیریه ای ثبت شده است که در سال ۱۹۹۵ برای ارتقا و پیشرفت سعادت جوانان انگلیس بر اساس اصول اسلامی تأسیس شد. آنها از نزدیک با سازمان خون ان‌اچ‌اس که میزبان کارکنان جلسات اهدا خون هستند همکاری می‌کنند.

## نظرات اسلامی
این انجمن تصریح کرده است که اهدای خون در اسلام حلال و در اصل عملی توصیه شده است. برخی از علمای برجسته دینی نکاتی را در مورد اهدای خون خاطرنشان و از این انجمن حمایت کرده‌اند.